# Guo Lei
Guo Lei –en xinès, 郭磊– (Baoding, 26 d'abril de 1982) és un esportista xinès que va competir en judo, guanyador d'una medalla de bronze als Jocs Asiàtics de 2006, i una medalla de bronze al Campionat Asiàtic de Judo de 2009.

## Palmarès internacional
| Jocs Asiàtics     | Jocs Asiàtics         | Jocs Asiàtics | Jocs Asiàtics |
| Any               | Lloc                  | Medalla       | Categoria     |
| ----------------- | --------------------- | ------------- | ------------- |
| 2006              | Doha ( Qatar)         | 3             | –81 kg        |
| Campionat Asiàtic |                       |               |               |
| Any               | Lloc                  | Medalla       | Categoria     |
| 2009              | Taipei ( Xina Taipei) | 3             | –81 kg        |